# Elia Rossi Passavanti
Elia Rossi Passavanti (Terni, 5 febbraio 1896 – Terni, 11 luglio 1985) è stato un militare, politico e magistrato italiano.
Podestà della città di Terni, nonché storico locale, è stato uno dei soli sette militari italiani ad essere decorato più di una volta con la medaglia d'Oro al Valor Militare.

## Biografia
Nacque a Terni il 5 febbraio 1896 da Ruggero Rossi e Virgilia Passavanti, in una famiglia di modeste condizioni  Persa la madre in tenera età, si trasferì a Roma con il padre nel 1908, e completò le scuole secondarie presso i Salesiani.
Partecipò volontario alla prima guerra mondiale come soldato semplice, poi promosso sottufficiale, inquadrato brevemente nel 2º Reggimento "Piemonte Reale Cavalleria" e successivamente nel 4º reggimento Genova cavalleria, con il quale prese parte a numerosi fatti d'arme tra cui la battaglia di Quota 144 e la Battaglia di Pozzuolo del Friuli. Trasferito in fanteria nel giugno 1918, venne inquadrato nel 52º Reggimento fanteria "Alpi" per poi passare con il grado di Sottotenente al 6º Reparto d'Assalto ed infine alla compagnia Arditi del 252º Reggimento Fanteria "Massa Carrara", da lui costituita. Protagonista di atti di eroismo, ferito cinque volte e mutilato, venne decorato di medaglia d'oro al valor militare, due medaglie d'argento al valor militare e due croci al merito di guerra.
Nel 1919 partecipò alla Impresa di Fiume, formando la compagnia arditi "La Disperata", guardia del corpo del "Comandante" Gabriele D'Annunzio, che lo aveva ribattezzato "Frate Elia dell’ordine della prodezza trascendente", e col quale mantenne anche successivamente un rapporto di stima ed amicizia. Rientrato in Italia e reintegrato nel Regio Esercito come tenente nel 91º Reggimento fanteria "Basilicata", prestò servizio nella Colonia eritrea dal 1920 al 1922, distaccato presso il Regio Corpo Truppe Coloniali. Rientrato nuovamente in Italia, venne riassegnato come capitano al 1º Reggimento "Nizza Cavalleria".
Insignito del titolo nobiliare di conte nel 1923, nel 1924 si iscrisse al Partito Nazionale Fascista, iscrizione retrodatata al 16 settembre 1919 in quanto legionario fiumano, e venne eletto deputato nella XXVII legislatura, primo per preferenze nella circoscrizione Lazio-Umbria. Ai suoi buoni auspici presso il governo fascista viene fatta risalire l'istituzione della provincia di Terni, avvenuta nel 1927, e della città di Terni fu il primo Segretario Federale fascista ed il primo Podestà, carica dalla quale si dimise nel 1927 in polemica con la decisione di privilegiare la Società Terni nella gestione del bacino idrico Nera-Velino, decisione contro cui si batté anche dalle pagine di due giornali, "La Prora" (1925-1926) e "Volontà Fascista" (1926-1927), da lui fondati. Nello stesso periodo fu presidente della Sezione circondariale di Terni dell'Associazione Nazionale Combattenti e Reduci e presidente del Comitato provinciale di Terni dell'Opera Nazionale Balilla.
Ritiratosi dalla politica e dedicatosi agli studi, conseguì tre lauree: in giurisprudenza (1927) ed in lettere e filosofia (1929) presso l'Università di Torino, ed in scienze politiche, economiche e sociali (1929) presso l'Università di Roma.
Tra il 1928 ed il 1933 esercitò la professione di avvocato a Roma ed a Terni, e fu assistente alla cattedra di Contabilità dello Stato presso la facoltà di scienze politiche dell'Università di Roma, assumendone la Libera docenza tra il 1933 ed il 1943. Nominato consigliere della Corte dei conti nel 1932, venne accolto come socio dell'Accademia di scienze di Firenze per la Contabilità dello Stato. Nel 1941 venne nominato prima membro e poi presidente di sezione della Sezione speciale giurisdizionale per i ricorsi in materia di pensioni di guerra.
Nuovamente volontario durante la seconda guerra mondiale, servì nella Campagna di Jugoslavia come comandante temporaneo del 4º Reggimento Genova Cavalleria. Successivamente fu destinato in Albania, prima inquadrato nel 7º Reggimento Lancieri di Milano, poi come capo ufficio propaganda al III Corpo d'Armata durante la Campagna di Grecia, riuscendo a partecipare attivamente alle operazioni e venendo decorato con la seconda medaglia d'oro al valore militare. Successivamente prestò servizio con incarichi amministrativi presso il comando del Gruppo d'Armate Sud e presso la 228ª Divisione di Fanteria Costiera.
Dopo l'8 settembre 1943, fedele alla monarchia, prese parte alla Resistenza nelle file del Fronte militare clandestino a Roma dall'8 settembre 1943 al 5 giugno 1944, e successivamente alla guerra di liberazione nelle file dell'Esercito Cobelligerante Italiano come capo ufficio assistenza dei Gruppi di Combattimento italiani inquadrati nella VIII Armata britannica. Nonostante questo, nel dopoguerra venne sottoposto alla Commissione di epurazione degli ex fascisti in seno alle pubbliche amministrazioni e nel 1945 destituito dal suo incarico di presidente di Sezione della Corte dei conti, venendo reintegrato solo nel 1949.
Dal 29 luglio 1953 al 31 marzo 1954, a Parlamento sciolto e Governo dimissionario, svolse per anzianità e merito le funzioni di presidente della Corte dei Conti senza alcun provvedimento formale di nomina, in quanto decano fra i presidenti di Sezione della Corte  .. Nel 1965 gli venne riconosciuto il titolo ufficiale onorifico di Presidente della Corte dei Conti (d.p.r. 30 settembre 1965) e nel 1966 venne collocato ufficialmente a riposo.
Tra gli altri incarichi rivestiti, fu presidente nazionale dell'Associazione Nazionale Arma di Cavalleria (1953), membro del Collegio dei revisori dell’Istituto dell’Enciclopedia Italiana (1956), presidente dell’Opera Nazionale Assistenza Religiosa Morale Operai (1964) e membro del Collegio sindacale dell’Opera Nazionale per gli Invalidi di Guerra (1964). Fondò nel 1980 la Ternana Opera Educatrice, una fondazione con lo scopo di premiare laureati meritevoli e lavoratori distintisi nella professione.
Profondamente legato alla città di Terni, fu autore di diversi libri di storia locale, ed al momento di morire decise di donare il suo ricco archivio documentale alla biblioteca della città.. Fu anche autore di scritti di carattere economico e curò alcune voci di contabilità nel "Novissimo Digesto Italiano"
Sposatosi nel 1920 con la marchesa Margherita Incisa di Camerana, anche essa reduce della Reggenza italiana del Carnaro, ne rimase vedovo nel 1964, risposandosi l'anno successivo con Maria Luisa Marucchi.
Fu membro della Massoneria, affiliato alla loggia "Italia" della Gran Loggia d'Italia.
Ritiratosi definitivamente a Terni nel 1970 dopo la morte della seconda moglie, morì l’11 luglio 1985 nella sua casa di Palazzo Carrara, ove si era trasferito dopo aver ceduto al Comune la sua tenuta delle Grazie per farvi realizzare un istituto geriatrico. È sepolto nel cimitero monumentale di Terni in una tomba progettata da Arnaldo Pomodoro ed alla sua memoria è intitolato nella stessa città Largo Elia Rossi Passavanti. Alla sua memoria è stata anche dedicata la copertina del Calendario dell'Esercito 2016.

### Fonti
1. ↑  Storie. L'eroe (fascista) Elia Rossi Passavanti e le due decorazioni al valore nelle guerre mondiali - Barbadillo
2. ↑  SIUSA - Rossi Passavanti Elia
3. 1 2  Elia Rossi Passavanti
4. ↑  Elia Rossi Passavanti by Biblioteca Militare  - Issuu
5. ↑  https://amsdottorato.unibo.it/574/1/varasano.pdf pag. 260
6. ↑  https://www.anacgenova.it/FattiStorici/EliaRossiPassavanti.pdf
7. ↑  https://dspace.unitus.it/bitstream/2067/2882/3/abitti_tesid.pdf pag.24
8. ↑  https://www.combattentiliberazione.it/movm-grande-guerra-1915-1918/rossi-passavanti-elia
9. ↑   Copia archiviata, su corteconti.it. URL consultato il 12 luglio 2008 (archiviato dall'url originale il 3 giugno 2008).
10. ↑   Presidenti della Corte dei conti, su corteconti.it. URL consultato il 25 novembre 2022.
11. ↑  http://legislature.camera.it/_dati/leg02/lavori/stenografici/sed0719/sed0719.pdf
12. ↑  SIUSA - Fondazione ternana opera educatrice di Terni
13. ↑  bct Terni Archiviato il 13 settembre 2009 in Internet Archive.
14. ↑   Luca Irwin Fragale, La Massoneria nel Parlamento. Primo novecento e Fascismo, Morlacchi Editore, 2021,  p. 229.
15. ↑  https://www.centrostudimalfatti.eu/wp-content/uploads/2016/03/Il-Messaggero-28-02-2016-R.pdf
16. ↑  https://www.stelladitalianews.com/ultima-ora/2015/12/10/40208_italiani-il-calendario-esercito-del-2016/
17. 1 2   ROSSI PASSAVANTI Elia, Medaglia d'oro al valor militare, su Presidenza della Repubblica. URL consultato il 13 agosto 2025.
18. ↑  foto di Elia Rossi Passavanti in divisa del P.N.F.[collegamento interrotto]